# Nicolas (comte)
Pour les articles homonymes, voir Nicolas.
Le comte Nicolas (en bulgare : Никола (Nikola) ; c. 900-976) est un dirigeant slave, probablement byzantin, fondateur de la dynastie des Comitopouloï (les fils du Comte). Cette terminologie est un surnom donné par les historiens byzantins. Nicolas a pu être gouverneur de la Macédoine et de la Sardica.

## Famille
Selon le chroniqueur arménien Stéphane de Taron, le comte Nicolas est originaire de la région arménienne de Derdjan. Marié avec Ripsime d'Arménie,. Le couple a quatre fils, David, Moïse, Aaron et Samuel, connus sous le nom de Comitopouloï (du grec Kometopouloi, "fils du comte"; arménien Komsajagk).
En 970 probablement (la date reste sujette à controverse), les Comitopouloï entrent en rébellion contre Byzance. Après la victoire et la mort prématurée de ses frères, Samuel est à la tête de la Bulgarie en tant que césar (tsar) de 996 à sa mort en 1014.
L'ascendance de Samuel de Bulgarie est connue par la stèle qu'il fait ériger à German, près du Lac Prespa en 992/993.